# Kátay Endre
Kátay Endre (Szolnok, 1926. február 23. – Szeged, 1999. február 2.) Jászai Mari-díjas magyar színész. Több vidéki teátrum vezető művésze, a budapesti Katona József Színház alapító tagja.
Szülővárosában emlékét színházbérlet őrzi.

## Életpályája
Az Országos Színészegyesület színiiskolájában tanult. 1949-ben a Szegedi Nemzeti Színház szerződtette. Többször tagja volt a szolnoki Szigligeti Színháznak, játszott a kaposvári Csiky Gergely Színházban is. Fél évtizedig a fővárosban, 1980–82-ben a Nemzeti Színházban majd a Katona József Színházban játszott. Sokoldalú művész volt, különféle szerepkörökben (bonviván, buffo, drámai hős, intrikus) aratta sikereit. Alakításait film- és televíziófelvételek is őrzik.

## Színházi alakításai
A Színházi adattárban regisztrált bemutatóinak száma (1949–): 240
| - Szofronov: Moszkvai jellem (Druzsinyin) - Maróti Lajos: Közérzetrajz - Farkas Ferenc: Csínon Palkó (Koháry gróf) - Shakespeare: Lear király (Gloster) - Beckett: Godot-ra várva (Pozzo) - Csehov: Sirály (Samrajev) - Örkény István: Glória - Kafka: A kastély | - Gorkij: Éjjeli menedékhely (Bubnov) - Csurka István: Az idő vasfoga (Bimbi) - Dumas-Várady Szabolcs: A három testőr (Tréville kapitány) - Neil Simon: Napsugár fiúk - Goldoni: Két úr szolgája (Brighella, fogadós) - Georges Feydeau: Osztrigás Mici (Tábornok) - Shakespeare: Szentivánéji álom (Egéus) |

## Mozgókép
| - Itt járt Mátyás király (1966) - A tanú (1969) - A locsolókocsi (1973) - Régi idők focija (1973) - Pókfoci (1976) - A kétfenekű dob (1977) - Rosszemberek (1978) - A ménesgazda (1978) - A tanítványok (1985) - A nagy generáció (1986) - Laurin (1989) - A nyaraló (1992) - Szamba (1995) - Sztracsatella (1996) - 6:3 (1999) | - A köpeny - Egy ember és a többiek (1973) - Két pisztolylövés (1977) - Klapka légió (1983) - Mint oldott kéve (1983) - A körtvélyesi csíny (1995) |

## Elismerései
- Jászai Mari-díj (1963)
- BODEX gyűrű (1992 – a Szigligeti Színház díja)
- Aase-díj (1994)

## Külső hivatkozások
- Kátay Endre a PORT.hu-n (magyarul)
- Kátay Endre az Internet Movie Database-ben (angolul)
- Filmtörténet
- Emléktábla avatás
- Szolnokságok